# Thác Ràng
Thác Ràng là thác trên suối Ràng ở vùng đất xã Phú Lý huyện Vĩnh Cửu tỉnh Đồng Nai, Việt Nam.
Thác Ràng có độ cao lên đến 5 m, dòng nước chảy trắng xóa quanh năm xen lẫn giữa rừng cây cổ thụ trong rừng già còn hoang sơ và dịu mát.
Thác Ràng cách Thành phố Hồ Chí Minh khoảng hơn 110 km, cách ngã ba Trị An khoảng 70 km. Hành trình tiếp theo đi qua thủy điện Trị An theo ĐT768 về hướng bắc.
Tại ngã ba Bà Hào 11°15′26″B 107°04′13″Đ / 11,257173°B 107,070222°Đ đổi sang ĐT761 đi hướng xã Phú Lý. Sau khi qua cầu Suối Ràng 11°18′35″B 107°09′06″Đ / 11,309675°B 107,151805°Đ thì hỏi người dân hướng đi tham quan thác Ràng. Đường đi qua Trạm Kiểm lâm Suối Trau tới Trạm Kiểm lâm Suối Ràng thì dừng để lên thác. Có thể đi theo Google Maps đường tỉnh 322B.

## Địa điểm tham quan liên quan
Gần với thác là Di tích Lịch sử văn hóa Căn cứ Trung ương Cục miền Nam (thời kỳ 1961-1962) 11°28′27″B 107°05′44″Đ / 11,474166°B 107,095555°Đ